# Marais de Saint Champ
Le Marais de Saint Champ est situé sur le territoire de la commune de Saint-Champ dans le Bas-Bugey et dans le département de l'Ain.

## Présentation
Le Marais de Saint Champ est située au sud du marais de Lavours, au pied de la montagne de Chamoise.
Ce sont des marais tufeux associés à un "bas-marais" (en partie ou en totalité alimentés par la nappe phréatique) à choin noirâtre. Ils correspondent à des zones de résurgences d’eaux provenant des massifs karstiques environnants. Les eaux fortement chargées en carbonate de calcium précipitent à l’air libre et forment des dépôts de calcaires: le tuf.
À l'instar du tout proche lac de Barterand, le marais appartient à une zone naturelle d'intérêt écologique, faunistique et floristique (ZNIEFF).